# Javier Cerruti
Javier Basilio Cerruti Donoso (Peumo, Chile, 28 de enero de 1998) es un futbolista chileno que juega de portero actualmente en Deportes Santa Cruz de la Segunda División de Chile. 

## Trayectoria
En el año 2015 comenzó su carrera con el técnico Facundo Sava enviandolo al primer equipo de O'Higgins. Además es seleccionado de la Selección de fútbol sub-17 de Chile dirigida por Alfredo Grelak.

## Clubes
| Club                | País  | Año       |
| ------------------- | ----- | --------- |
| O'Higgins           | Chile | 2015      |
| Deportes Santa Cruz | Chile | 2016-ACt. |